# 亞利安M型運載火箭
亞利安M型運載火箭（Ariane M），是一台臆測的運載火箭，也是一台可飛行於低地球軌道及地球同步軌道的運載火箭，由歐洲太空總署研製，為不可重複使用的運載火箭。

## 歷史
亞利安M型運載火箭第一次再1991年的會議被提及，但並未繼續發展，因為價格過於昂貴；且超過其需求。

## 未來
在2001年，歐洲太空總署制定了黎明計畫（Dawn），是一個為人類到火星所做準備的計畫，目標在2030年達成此里程碑，所以需要一台大型的發射運載火箭（台）。